# Childeberto el Adoptado
Childeberto, llamado el Adoptado (hacia 650 - 662), rey de los Francos, impuesto por su padre el mayordomo de Austrasia Grimoaldo, en el año 656, a la muerte del rey Sigeberto III. 
Se considera a Childeberto un usurpador y no se tiene en cuenta en la numeración de los reyes francos. Por este motivo, el nombre de Childeberto III se asigna al siguiente rey franco con el mismo nombre (Childeberto el Justo, 695-711).

## Biografía
Grimoaldo, mayordomo de palacio de Austrasia, nombrado en 643 por Sigeberto III, ejerció una gran influencia sobre el rey y, careciendo este de herederos, logró convencerlo para que adoptase a su propio hijo, Childeberto.
Cuando poco después, en 652, Sigeberto tuvo un hijo propio, Dagoberto, las relaciones entre el rey y Grimoaldo empeoraron, pero se mantuvo en el cargo.
Al morir Sigeberto en 656, Grimoaldo capturó a Dagoberto, ordenó que se le cortase el cabello (símbolo de la realeza merovingia) y que ingresase en un monasterio irlandés, y proclamó rey de Austrasia a su propio hijo, Childeberto.
El reinado fue breve. Considerándolo un usurpador, la nobleza de rebeló. Grimoaldo, su hijo, y tal vez su cuñado Ansegisel finalmente fueron atrapados y entregados al rey de Neustria y Borgoña, Clodoveo II, que los hizo matar, aunque hay diferentes versiones de su muerte. De acuerdo con algunas fuentes, tanto Clodoveo como su mayordomo de palacio, Erquinoaldo, los habrían capturado y ejecutado en el 657, pocos meses después. Según otras, Ebroín, mayordomo de palacio de Clotario III de Neustria, habría anexionado Austrasia en su nombre en 661, deponiendo al joven usurpador y ejecutándolo al siguiente año. 
La familia reapareció en la política con el auge del hijo de Ansegisel, Pipino de Heristal.